# Henri Deutsch de la Meurthe

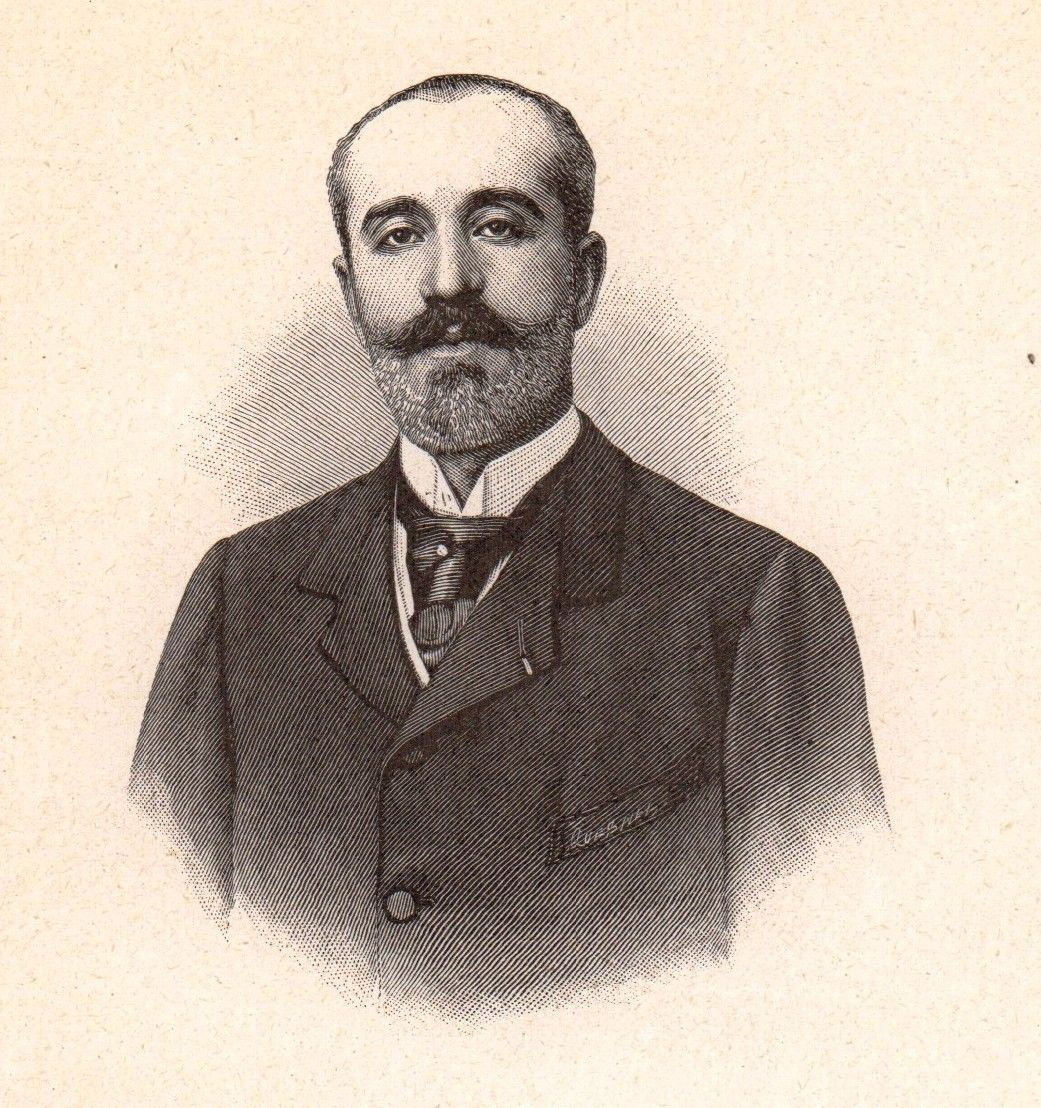
Henri Deutsch de la Meurthe

Henri Salomon Deutsch de la Meurthe (✰ Quartier de la Villette, 25 de setembro de 1846;  ✝ Château de Romainville, 24 de novembro de 1919) foi um empresário francês de sucesso, conhecido como "Rei do petróleo da Europa" e um grande patrocinador da aviação do início do século vinte. 
Um dos fundadores do Automobile Club de France (ACF) em 1895 e do Aéro-Club de France em 1898, ele criou alguns prêmios para encorajar o desenvolvimento de tecnologias de aviação entre 1900 e 1910, incluindo o Prêmio Deutsch-Archdeacon e o Prêmio Deutsch, este último ganho por Alberto Santos Dumont. Henri Deutsch de la Meurthe recebeu a comenda de Comendador da Legião de Honra em 20 de novembro de 1912.
Apesar de ser um promotor entusiasmado do voo dos mais pesados que o ar, De la Meurthe não fez seu primeiro voo num avião até maio de 1911, quando foi levado como passageiro num voo em um monoplano Blériot pilotado por Alfred Leblanc.

## Prêmios criados porDeutsch de la Meurthe
- Deutsch de la Meurthe prize (1900-1903)[4]
- Grand Prix d'Aviation (1904-1908)
- Coupe Deutsch de la Meurthe (1912-1936)